# Укргазбанк
ПАО акционерный банк «Укргазбанк» — украинский коммерческий банк с государственной долей в капитале в размере 94,94 % акций (в лице правительства Украины), перешедший под контроль государства в 2009 г. после наступления экономического кризиса 2008 г., ныне четвертый по величине банк страны. Практически изначально государство намеревается продать его акции.

## История и современность
Своё современное название АБ «Укргазбанк» получил в 1997 году, появившись в результате реорганизации ЗАО «Интергазбанка» (до 1995 г. АОЗТ «Хаджибейбанк»), зарегистрированного Нацбанком Украины 21 июля 1993 года в Одессе.
Помимо двух упомянутых, Укргазбанк также является правопреемником АКБ «Сервис» (этот ужгородский банк Укргазбанк приобрел в 1998 году), АКБ «Укрнафтогазбанк» (приобретен Укргазбанком в 1999 году), АКБ «Народный банк» (В. Горбаль приобрел его в 2002 г. и одно время даже намеревался переименовать банк в «Народный», однако затем отказался от этого, и Укргазбанк сохранил своё название, по словам В. Горбаля (2006), ссылающегося на исследования маркетологов: «Наше население больше всего доверяет учреждениям со словом „народный“ и словом „газ“ в названии»). В 2000 году Укргазбанк потерял одного из ключевых клиентов — компанию «Нафтогаз Украины»; как отмечал впоследствии один из руководителей банка: «Когда ушел НАК Нефтегаз Украины, банк пересмотрел политику по отношению к клиентам и из узкоспециализированного отраслевого банка превратился в универсальный»; перед тем же, согласно информации банка, он развивался согласно концепции, которая предусматривала получение статуса отраслевого банка по обслуживанию предприятий топливно-энергетического комплекса.
Как отмечалось банком про себя в 2003 году: «За 10 лет своего существования ОАО АБ „Укргазбанк“ вырос из узкоспециализированного в универсальный банк, в несколько раз увеличив филиальную сеть и капитализацию»; к его десятилетию в адрес правления банка поступили приветствия от президента Украины Леонида Кучмы и премьер-министра Украины Виктора Януковича.
До 2009 года Укргазбанк находился под контролем депутата Верховной рады Украины Василия Горбаля (39 %) и главы набсовета «Киевгострой-1» депутата Киевского совета Алексея Омельяненко (29 %). Банкир и ещё будущий тогда политик В. Горбаль поступил в Укргазбанк в 1996 году на должность заместителя председателя правления (в том же году стал председателем правления Укргазбанка, с 2002 года его почётный президент), впоследствии тогдашний акционер банка Игорь Бакай передал ему в управление весь банк).
С кризисом 2008 года банк оказался на грани банкротства и был рекапитализирован в 2009 году государством, потратившим затем на него 9,3 млрд грн. До кризиса Укргазбанк оценивали в $700 млн (более 5 млрд грн).
Летом 2009 года банк стал участником программы рекапитализации банков за счет правительственных средств, за 2009—2010 годы правительство направило в капитал банка 5 млрд грн, получив 87,72 % акций.
Как отмечалось в «Коммерсанте»: «В июле 2009 года главным аргументом рекапитализации банка на 3,1 млрд грн была необходимость сохранить вклады физических лиц — всего на 4 млрд грн. К концу года Укргазбанк вышел на первое место по убыткам — на 4,4 млрд грн. Они были списаны за счет госсредств и вынудили Минфин в январе докапитализировать банк на 1,9 млрд грн (госдоля в капитале выросла с 81,57 % до 87,71 %)»; «перед вхождением государства в капитал Укргазбанка его обязательства перед клиентами составляли всего 10,7 млрд грн, а активы — 12 млрд грн».
После того, как в 2009 году государство стало собственником банка (на 82 % — с июля), его набсовет возглавил председатель правления НАК «Нафтогаз Украины» Олег Дубина. Его преемником на этом посту летом 2010 года стал Виктор Ивченко (супруг Веры Ульянченко). В сентябре 2010 года глава Укргазбанка Анатолий Брезвин заявлял, что его банк первым среди национализированных вышел из кризиса, характеризуя сам банк на тот момент как универсальный, с акцентом работы в корпоративном секторе (прежде в том же году он отмечал: «Раньше 70 % портфеля было вложено в строительство, поэтому у банка и начались проблемы. Сейчас мы переходим на более широкий спектр корпоративных клиентов»).
В 2009 году убыток банка составил 4,4 млрд грн, а в 2011 году — 3,6 млрд грн (увеличив убыток за период 2009—2011 годов до 8 млрд грн). В 2010 году была зафиксирована прибыль всего лишь в 10 млн грн, а в 2012 и 2013 годах — 1,15 млрд грн и 1 млрд грн. 2014 год Укргазбанк закончил с убытком 2,8 млрд гривен. 18 марта 2015 года Кабинет министров Украины анонсировал докапитализацию Укргазбанка на 3,2 миллиарда гривен, проведенную 02.04.2015. Прибыль банка за 2015 год составила 259,7 млн грн, за 2016—293,681 млн грн, 2017—624 млн грн, 2018—766 млн грн.
В 2015 г. Укргазбанк постановлением правительства вошел в перечень объектов государственной собственности, имеющих стратегическое значение для экономики и безопасности государства.
В том же 2015 году к Укргазбанку присоедили неплатежеспособный банк «Киев».
В 2016 году банк погасил остаток задолженности по кредитам, полученным от НБУ ещё в 2008—2009 годах.
Нынешний председатель правления Укргазбанка — Шевченко Кирилл Евгеньевич. Как отмечала в 2018 году «Экономическая правда»: «Шевченко сменил на должности главы Укргазбанка близкого к Сергею Арбузову банкира Сергея Мамедова. Шевченко был назначен Кабмином Арсения Яценюка, что может говорить о политической зависимости банкира. Однако позже он был избран на должность номинационным комитетом, в который входили представители иностранных кредиторов». По словам К. Шевченко (2018): «Мы работаем как „зеленый“ банк… Каждый проект, который приходит в банк, оценивается с точки зрения влияния на природу и социум… У нас есть перечень отраслей, которые мы не финансируем. Это производство оружия, табака, алкоголя, а также все виды производств, которые наносят вред окружающей среде».
Анатолий Брезвин являлся председателем правления Укргазбанка с июня 2010 г. как преемник Александра Мороза. Преемником Брезвина в 2011 году стал Сергей Мамедов, занимавший пост главы правления по конец 2014 года.

## Приоритеты развития
В 2016 году УКРГАЗБАНК выбрал нишевую стратегию развития ЭКО-банка для повышения энергоэффективности и энергетической независимости Украины, а также для всесторонней поддержки проектов, связанных с эффективным использованием энергоресурсов и минимизации влияния на окружающую среду. 17 мая 2016 года Международная финансовая корпорация (IFC) и «Укргазбанк» подписали соглашение по упрощению доступа к финансированию для компаний, желающих внедрить восстановительные и энергосберегающие технологии и помочь раскрыть «зеленый» экономический потенциал страны.
Приоритетными направлениями в развитии Банка является работа с корпоративным, малым и средним бизнесом, а также работа с физическими лицами.